# Troilus i Kresyda

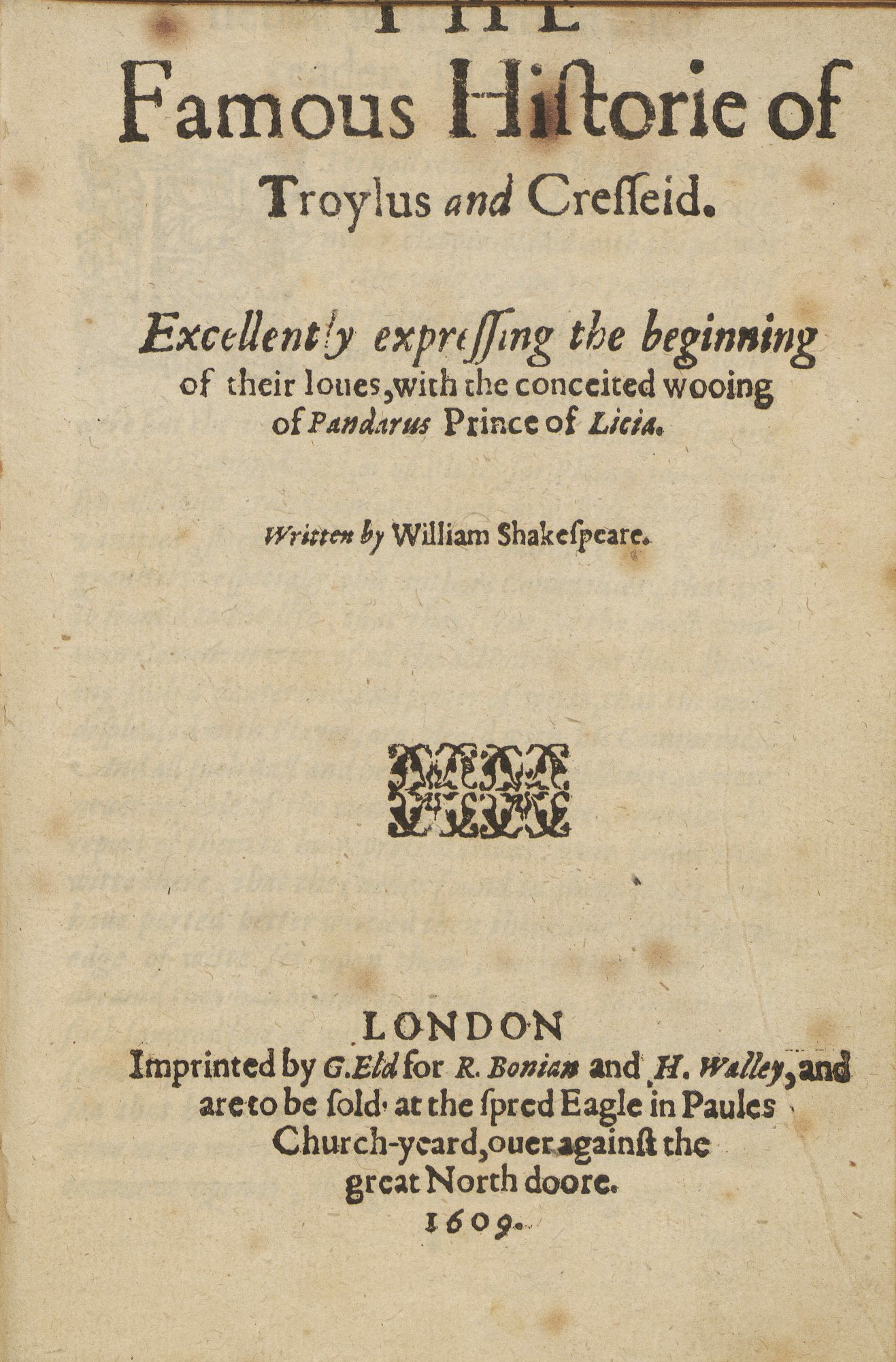
Strona tytułowa jednego z dwóch wydań, datowanych na 1609 rok.

Troilus i Kresyda (ang. Troilus and Cressida) – tragedia autorstwa Williama Shakespeare’a, napisana około roku 1602, krótko po stworzeniu Hamleta. Po raz pierwszy opublikowana była w dwóch odrębnych wydaniach w roku 1609. Nie wiadomo, czy w okresie swojego powstania była inscenizowana: jeden z wydawców informuje, że wielokrotnie była odgrywana na scenie, drugi zaś twierdzi, że jest to zupełnie nowa sztuka, nieznana publiczności.
Nie można jej jednoznacznie sklasyfikować jako tragedii, chociaż w takim właśnie dziale została umieszczona w Pierwszym Folio. Nie kończy się śmiercią głównych bohaterów, jednak ginie Hektor, a miłość Troilusa i Kresydy ulega destrukcji.

## Publikacja
Sztuka została zarejestrowana w rejestrze Stationers Company (instytucji zajmującej się regulacją praw autorskich) 7 lutego 1603, jako sztuka wystawiana przez Lord Chamberlain's Men. Potem wspomina się o niej w 1609 roku jako o wystawianej przez sługi Jego Królewskiej Mości w Globe Theatre.
Jest ona bardzo podobna do dzieł takich jak Król Lear, Koriolan czy Tymon Ateńczyk, co może sugerować jej późniejsze powstanie.

## Fabuła
Sztuka jest osadzona w realiach wojny trojańskiej i ma dwa główne wątki. Pierwszy z nich opowiada historię Kresydy i Troilusa – księcia trojańskiego. Troilus uwiódł Kresydę, po czym wyznał jej miłość. Jednak podczas wymiany jeńców wojennych Kresyda została oddana Grekom, na których stronę przeszedł jej ojciec, trojański kapłan Kalchas. Troilus idzie za nią do obozu Greków, jednak widząc ją z Diomedesem, uznaje za niegodną zainteresowania.
W drugim wątku Odyseusz i Nestor próbują nakłonić Achillesa do powrotu do walki. Sztuka kończy się scenami walki pomiędzy obiema stronami i śmiercią Hektora.

## Inspiracje
W tym utworze Szekspir czerpał pełnymi garściami z mitologii greckiej. Innym ważnym źródłem jest Iliada Homera, z której zaczerpnięty został wątek Achillesa. Nie jest wykluczone, że bazował także na licznych średniowiecznych i renesansowych opowieściach o podobnej tematyce.

## Polskie tłumaczenia
Mamy sześć drukowanych przekładów tej sztuki Szekspira. W XIX wieku ukazały się tłumaczenia Leona Ulricha (1875) i Stanisława Rossowskiego (1895). W XX wieku opublikowano tłumaczenia Zofii Siwickiej (1957), Macieja Słomczyńskiego (1985), oraz Jerzego Limon i Władysława Zawistowskiego (2000). W XXI ukazał się przekład Antoniego Libery (2023). Oprócz tego są przynajmniej dwa przekłady niepublikowane, Władysława Tatarkiewicza i Bohdana Korzeniewskiego.